# Николаевка Вторая (Донецкая область)
Никола́евка Втора́я (укр. Миколаївка Друга) — село в Светлодарской городской общине Бахмутского района Донецкой области Украины.
Код КОАТУУ — 1420985004. Население по переписи 2001 года составляет 7 человек. Почтовый индекс — 84572. Телефонный код — 6274.